# 알브레히트 프란츠 폰 외스터라이히테셴

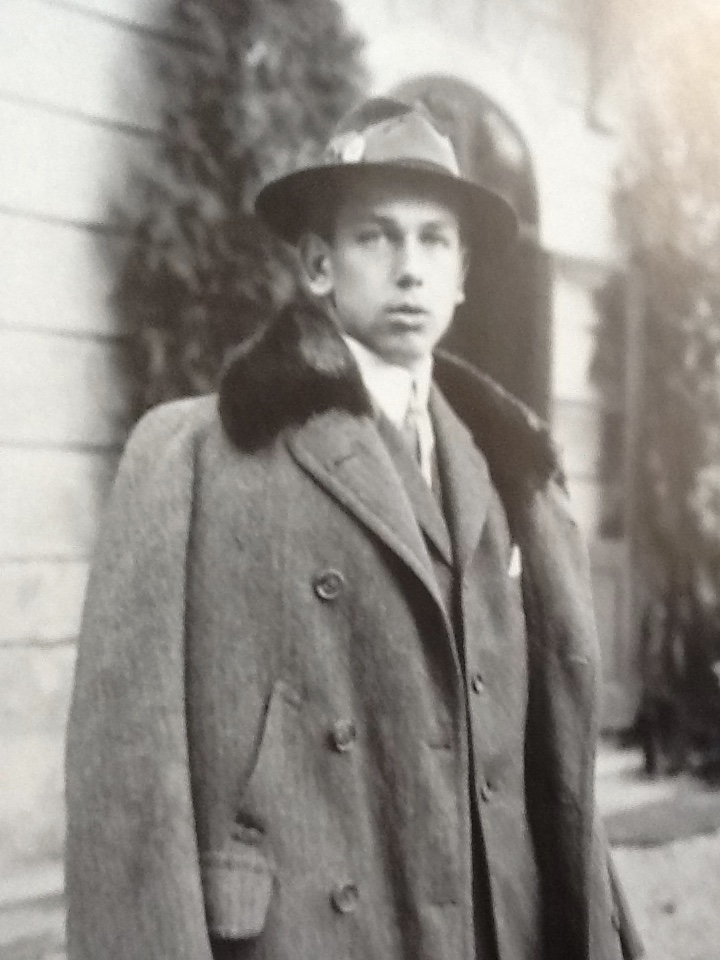
알브레히트 프란츠 폰 외스터라이히테셴

알브레히트 프란츠 폰 외스터라이히테셴(Archduke Albrecht Franz, Duke of Teschen, 1897년 7월 24일 ~ 1955년 7월 23일)은 합스부르크 가문의 일원이자 테셴 공국의 명목상 가신이었다.